# Luchthaven Adisucipto
Luchthaven Adisucipto (Indonesisch: Bandar Udara Adi Sutjipto) is de internationale luchthaven van Jogjakarta. De luchthaven ligt op ongeveer 9 kilometer ten oosten van de stad.
De luchthaven van Adisucipto is de op twee na drukste luchthaven van Java, na Soekarno-Hatta International Airport (CGK) in Jakarta en Juanda International Airport (SUB) in Surabaya.

## Historie

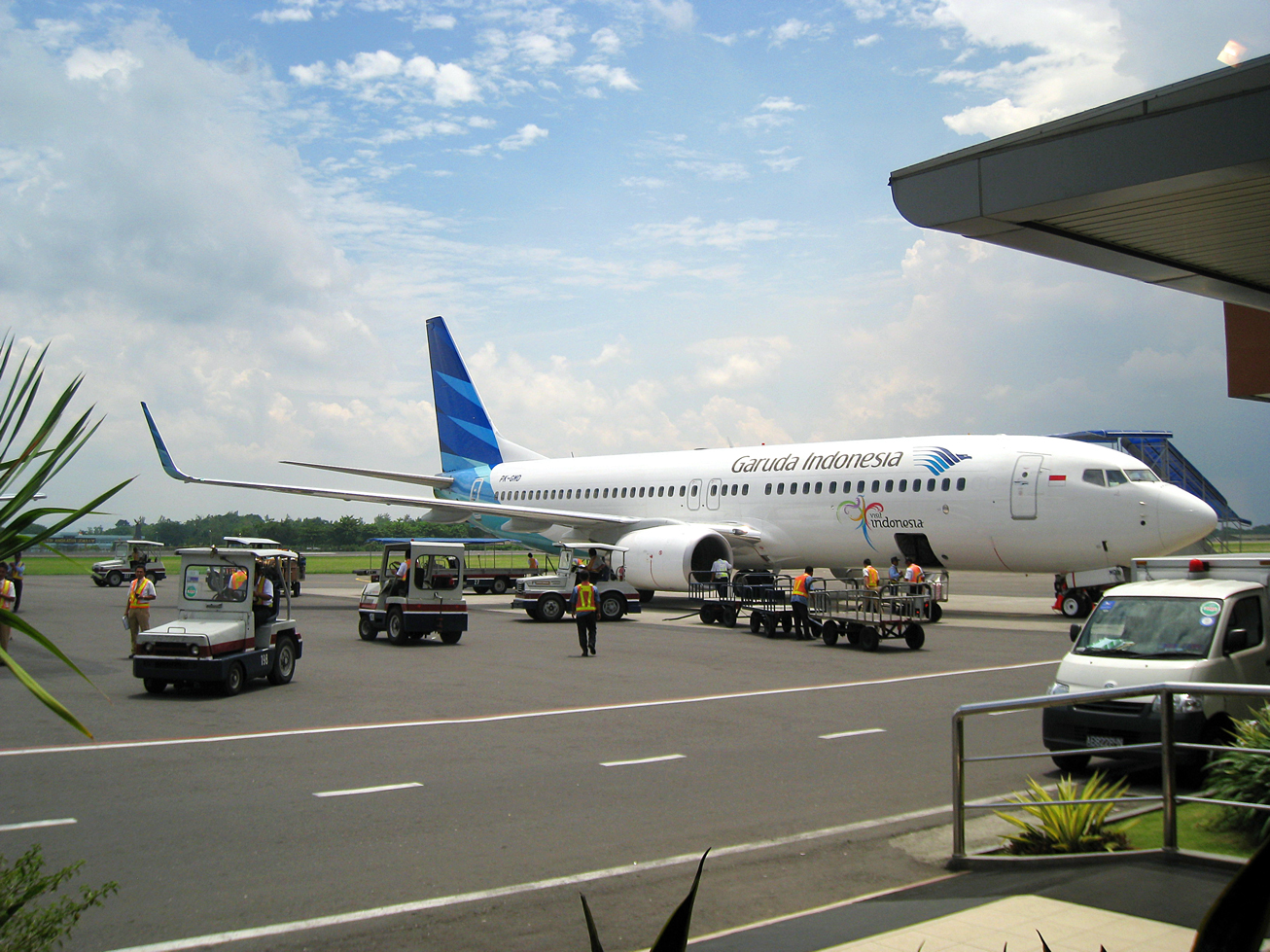
Boeing 737 NG van Garuda Indonesia

De voorloper van de huidige luchthaven was een landingsstrip in Maguwo, welke werd gebruikt voor en tijdens de Tweede Wereldoorlog. De naam van de luchthaven is afgeleid van Adisoetjipto, een piloot die gedood werd tijdens een aanval op Maguwo door de Nederlanders op 29 juli 1947, toen hij een Dakota VT-CLA vloog voor de Indonesische luchtmacht.
De luchthaven raakte zwaar beschadigd tijdens de aardbeving op Java op 27 mei 2006 en moest daarom voor twee dagen worden gesloten. Delen van de landingsbaan waren afgeschuurd en de vertrekhal was ingestort. Gedurende deze twee dagen werden de meeste vluchten geannuleerd of omgeleid naar luchthaven Adisumarmo. Nadat de luchthaven op 30 mei 2006 weer in gebruik was genomen, moesten alle passagiers tijdelijk gebruikmaken van de internationale vertrekhal, totdat de nieuwe hal voor binnenlandse vluchten gereed was.

## Luchtvaartmaatschappijen en bestemmingen
In juli 2009 vlogen de volgende luchtvaartmaatschappijen op deze luchthaven:
- AirAsia (Kuala Lumpur)
- Batavia Air (Balikpapan, Jakarta, Pontianak, Soerabaja)
- Garuda Indonesia (Denpasar/Bali, Jakarta)
- Indonesia AirAsia (Jakarta, Singapore)
- Lion Air (Denpasar/Bali, Jakarta)
- Malaysia Airlines (Kuala Lumpur)
- Mandala Airlines (Denpasar/Bali, Balikpapan, Banjarmasin, Jakarta)
- Merpati Nusantara Airlines (Makassar)
- Wings Air (Jakarta, Soerabaja)